# Waybuloo – Varázslatos Piplingek
A Waybuloo – Varázslatos Piplingek (eredeti cím: Waybuloo) 2009 és 2012 között futott brit televíziós 3D-s számítógépes animációs sorozat, amit Dan Good rendezett a The Foundation és a DHX Media Toronto gyártásával.
Az Egyesült Királyságban 2009. május 11-én a CBeebies, míg Magyarországon 2024. május 9-én a Kölyökklub mutatta be.

## Szereplők

### Animált szereplők
| Szereplő | Eredeti hang       | Magyar hang     |
| -------- | ------------------ | --------------- |
| Yojojo   | Finlay Christie    | Czető Ádám      |
| Nok Tok  | Oliver Dillon      | Fáncsik Roland  |
| Lau Lau  | Georgia MacPherson | Magyar Viktória |
| De Li    | Sunday-James Ross  | Gulás Fanni     |

### Magyar változat
A szinkront az RTL Magyarország megbízásából a MangaFan és a BalogMix stúdió készítette.
- Bemondó: Zahorán Adrienne
- Magyar szöveg: Pozsgai Rita
- Hangmérnök: Nikodém Norbert
- Gyártás- és produkciós vezető: Balog Gábor
- Vágó és szinkronrendező: Galgóczi Adrián

## Évados áttekintés
| Évad | Évad | Epizód | Eredeti sugárzás  | Eredeti sugárzás     | Magyar sugárzás  | Magyar sugárzás     |
| Évad | Évad | Epizód | Évadpremier       | Évadfinálé           | Évadpremier      | Évadfinálé          |
| ---- | ---- | ------ | ----------------- | -------------------- | ---------------- | ------------------- |
|      | 1    | 50     | 2009. május 11.   | 2010. augusztus 14.  | 2024. május 9.   | 2024. június 12.    |
|      | 2    | 50     | 2010. október 16. | 2011. szeptember 25. | 2024. június 13. | 2024. július 17.    |
|      | 3    | 50     | 2011. október 20. | 2012. október 17.    | 2024. július 18. | 2024. augusztus 21. |

## Epizódok
| #   | #   | Eredeti cím           | Magyar Cím                | Eredeti premier | Magyar premier  |
| --- | --- | --------------------- | ------------------------- | --------------- | --------------- |
| 1.  | 1.  | Moving Things         | Mozgásban                 | 2009. május 11. | 2024. május 9.  |
| 2.  | 2.  | Showtime              | Színpadra                 |                 | 2024. május 9.  |
| 3.  | 3.  | Trumpet               | Trombita                  |                 | 2024. május 10. |
| 4.  | 4.  | Strawberries          | Szamóca                   |                 | 2024. május 10. |
| 5.  | 5.  | Snuggly Nest          | Puha fészek               |                 | 2024. május 13. |
| 6.  | 6.  | Whistle               | Füttyszó                  |                 | 2024. május 13. |
| 7.  | 7.  | Shy Flower            | Félénk virág              |                 | 2024. május 14. |
| 8.  | 8.  | Going Bananas         | Banánőrület               |                 | 2024. május 14. |
| 9.  | 9.  | Nok Tok's Naracar     | Nok Tok Narakocsija       |                 | 2024. május 15. |
| 10. | 10. | Bubble                | Buborék                   |                 | 2024. május 15. |
| 11. | 11. | Nok Tok's Happy Plant | Nok Tok boldogság növénye |                 | 2024. május 16. |
| 12. | 12. | Counting Seeds        | Számolunk                 |                 | 2024. május 16. |
| 13. | 13. | Being Brave           | Bátorság                  |                 | 2024. május 17. |
| 14. | 14. | Catch                 | Elkapom                   |                 | 2024. május 17. |
| 15. | 15. | Nok Tok Thinks Big    | Nok Tok nagy ötlete       |                 |                 |